# Гельветський ярус
Гельветський ярус (рос. гельветский ярус, гельвет, англ. Helvetian, нім. Helvet, Helvetien) — нижній ярус середнього міоцену в Західній Європі.
Назва використовувалася з 1858 року, її ввів швейцарський геолог Карл Маєр-Еймар для позначення ярусу, що передує тортонському ярусу та йде після лангійського. Надалі виявилось, що описаний Маєром-Еймаром гельветський ярус повністю відповідає бурдігальському. А ярус між тортонським і лангійським назвали серавальським.
Для Бельгії приблизно відповідає серавальському та лангійському ярусам міоцену, тривав між 15,9 та 11,6 млн років тому.